# بني عبد الواسع (ريمة)
قرية بني عبد الواسع هي إحدى قرى عزلة بني الضبيبي الواقعة ضمن
مديرية الجبين التابعة لمحافظة ريمة،
بلغ تعداد سكانها (1104) نسمة حسب تعداد اليمن لعام 2004.

## المحلات التابعة للقرية
| - عدفه - عثارب - عدونه - صدد - الحقب - الهيجه | - الضبره - المنصبه - قدد - شعف - الضالع - القملة |

## روابط خارجية
- الدليل الشامــل